# Ripipteryx capotensis
Ripipteryx capotensis är en insektsart som beskrevs av Günther, K.K. 1970. Ripipteryx capotensis ingår i släktet Ripipteryx och familjen Ripipterygidae. Inga underarter finns listade i Catalogue of Life.